# Seminal Live
Seminal Live è un album discografico registrato in parte in studio e in parte dal vivo dal gruppo musicale britannico The Fall, pubblicato nel 1989.

## Tracce
Side 1 (Seminal)
1. Dead Beat Descendant (Mark E. Smith, Brix E. Smith) – 2:25
2. Pinball Machine (Lonnie Irving) – 2:53
3. H.O.W. (M. Smith) – 4:18
4. Squid Law (M. Smith, Steve Hanley, Craig Scanlon) – 3:42
5. Mollusc in Tyrol (M. Smith, Craig Leon) – 5:10

Side 2 (Live)
1. 2 × 4 (M. Smith, B. Smith) – 3:55
2. Elf Prefix/L.A. (M. Smith, B. Smith) – 5:02
3. Victoria (Ray Davies) – 2:57
4. Pay Your Rates (M. Smith) – 3:52
5. Intro/Cruisers Creek (M. Smith, Simon Rogers) – 6:58

## Formazione
- Mark E. Smith – voce, violino (in Elf Prefix)
- Brix Smith – chitarra, voce
- Craig Scanlon – chitarra
- Steve Hanley – basso, banjo
- Simon Wolstencroft – batteria
- Marcia Schofield – tastiera